# Roger Leloup
Roger Leloup (Verviers, 17 november 1933) is een Belgisch schrijver en tekenaar van stripverhalen. Hij was een medewerker van Hergé (De avonturen van Kuifje) en Peyo (De Smurfen) en startte later met zijn eigen stripreeks, Yoko Tsuno.

## Eerste jaren
Leloup wordt geboren in 1933, als in Europa en de VS de economische crisis rondwaart en in Duitsland Adolf Hitler aan de macht komt. Terwijl Europa rechtstreeks afkoerst op een oorlog groeit Leloup op binnen een, naar eigen zeggen, beschermde jeugd. Hij is geboeid door de luchtvaart en bekijkt treinen op het nabijgelegen rangeerterrein. Later zal hij als volwassene een eigen miniatuurtreinbaan opzetten, die een hele verdieping in zijn huis beslaat. Een andere hobby zijn de strips, die hij bijna verslindt. Zelf tekent hij ook graag en na zijn middelbareschooltijd gaat hij decoratie- en reclametekenen leren op het Institut Saint Luc de Verviers in Luik. In 1950 vindt een gedenkwaardige ontmoeting plaats als de tekenaar Jacques Martin in de kapsalon van de ouders van Leloup binnenstapt. Martin is een beroemdheid, de tekenaar van de strip Alex (‘Alix’ in het Frans). En passant meldt Martin dat hij op zoek is naar een assistent voor zijn tekenwerk, iemand die de zwart-wittekeningen kan inkleuren. Leloup hoeft niet lang na te denken en al snel gaat hij voor Jacques Martin werken.

## Martin en Hergé
De eerste opdracht van de jonge Leloup is het werk aan het avontuur Het vervloekte eiland in de reeks van ‘Alex’. Martin tekent onder andere voor het weekblad Kuifje. Als Hergé iemand zoekt voor het maken van technische chromolithografieën voor de reeks Zien en weten, raadt Jacques Martin zijn protegé aan. Leloup maakt een aantal tekeningen voor L'Histoire de l'Aviation en L'Histoire de l'Automobile en zowel Hergé als Martin zijn zeer onder de indruk van de precisie waarmee Leloup vliegtuigen en voertuigen heeft getekend. Al snel, op 15 februari 1953, gaat Leloup werken voor de tekenstudio van Hergé in Brussel. De specialisatie van Leloup wordt gelijk gebruikt; hij wordt met name ingezet om de strips van Kuifje van technische tekeningen te voorzien. Zo werkt Leloup aan de weergave van het station Genève-Cointrin in het album De Zaak Zonnebloem. Samen met Bob De Moor wordt hij ook aan de modernisering van het album De Zwarte Rotsen gezet. Hierbij neemt Leloup vooral alle vliegtuigen en voertuigen voor zijn rekening. Voor de strip ‘Alex’ (van De Zwarte Klauw tot Iorix de Grote) tekent hij de decors. Vijftien jaar lang werkt Leloup voor de studio van Hergé en tekent onder andere de vliegtuigen in het Kuifjealbum Vlucht 714. Ook werkt hij aan de serie Lefranc van Martin.

## De geboorte van Yoko Tsuno
In de jaren 60 is er minder werk bij de studio van Hergé en hoewel hij ook nog met Martin aan de series Alex en Lefranc werkt, besluit Leloup om samen met Francis Bertrand aan De avonturen van Mr. Bouffu te werken. Ook werkt hij met Peyo aan een aantal albums van de Smurfen en Jakke en Silvester. In deze periode ontstaat ook voor Leloup het idee voor een Japans karakter als personage in laatstgenoemde strip. Als Jakke en Silvester wordt stopgezet, vervangt Leloup de hoofdpersonages voor twee nieuwe personages, 'Ben Beeld' en 'Paul Pola'. Dit tweetal wordt gecompleteerd met een Japanse dame, Yoko Tsuno, die snel de hoofdrol in de strip krijgt en naamgever van de stripreeks wordt. Met Kerstmis 1969 hecht de hoofdredacteur van Spirou zijn goedkeuring en begint Yoko Tsuno haar carrière. Vanaf 31 december 1969 werkt Leloup fulltime aan zijn eigen serie Yoko Tsuno en verlaat hij de studio's van Hergé. De serie richt zich op technische onderwerpen en sciencefiction en werd gepubliceerd in het weekblad Robbedoes en uitgegeven als stripalbum door Dupuis.

## Persoonlijk
Roger Leloup heeft een geadopteerde Koreaanse dochter die hem inspireerde om ook in zijn stripalbums Yoko Tsuno een dochter te laten adopteren.